# Aphredoderus sayanus
Aphredoderus sayanus is een straalvinnige vissensoort uit de familie van de piraatbaarzen (Aphredoderidae). De wetenschappelijke naam van de soort is voor het eerst geldig gepubliceerd in 1824 door Gilliams.